# Christian Danning
Sophus Christian Danning, född 16 juni 1867 i Odense, död 7 november 1925, var en dansk tonsättare och kapellmästare.
Danning fick sin första utbildning i Köpenhamn under Valdemar Tofte (violin), Albert Orth och Jørgen Ditleff Bondesen, senare vid musikkonservatoriet i Sondershausen och hos Salomon Jadassohn i Leipzig. På det Anckerska legatet reste han 1896 till Italien, Frankrike och Tyskland. Efter en vistelse i Finland bosatte han sig som musiklärare i Köpenhamn, tills han 1889 på Edvard Griegs rekommendation fick platsen som kapellmästare vid teatern i Bergen samt vid musiksällskapet "Harmonien" där. Denna befattning innehade han i åtta år, varefter han överflyttade till Fahlstrøms teater i Kristiania (nuvarande Oslo), där han innehade motsvarande befattning 1907–1911. Från 1914 var han kapellmästare vid Odense stads orkester.
Danning komponerade tre operor, Gustaf Adolf, Elleskudt och Kynthia (den sistnämnda uppförd i Bergen och Kristiania), operetten Columbine (Kristiania 1912), musik till Snehvide (Casino), Holger Drachmanns Tusind og een Nat, tre symfonier, varav Dante uppfördes i Sondershausen, Bergen, Kristiania och Helsingfors, flera ouvertyrer och andra orkesterverk, kantater till Bergens och Odense ny Teatre, en violinkonsert och olika violinkompositioner, körstycken, pianostycken och sånger.
Han var gift med skådespelaren Signe Danning.

## Filmografi
- 1911 – Under forvandlingens lov